# Jules Michelet (1908)
El Jules Michelet fue un crucero acorazado de la Marina Francesa, similar al también crucero acorazado francés Léon Gambetta. El buque recibió su nombre en honor al historiador francés Jules Michelet (1798-1874).

## Historia operacional
El Jules Michelet realizó, de 1912 a 1913, una campaña en las Antillas.
Iniciada la Primera Guerra Mundial, de 1914 a 1915, formó parte de la 1ª División Ligera que participó en el bloqueo del Canal de Otranto y, más tarde, en operaciones en el Mediterráneo.
De 1915 a 1917, fue el buque insignia de la 2ª División y participó en la evacuación del Ejército Serbio. Más tarde, es integrado en la 1ª División, que opera entre Grecia y el Mar Negro, participando en el desembarco de tropas francesas en Odessa, Ucrania.
El Michelet fue puesto en reserva en Tolón en 1920. Rearmado en 1922, realizó una campaña en Extremo Oriente junto al, también crucero acorazado, Victor Hugo.
Es nuevamente puesto en la reserva en 1929, y, a partir de 1931, es convertido en blanco de tiro para la Escuela de Cañoneros
En 1937, el Jules Michelet fue hundido por el submarino francés Thétis como blanco naval.

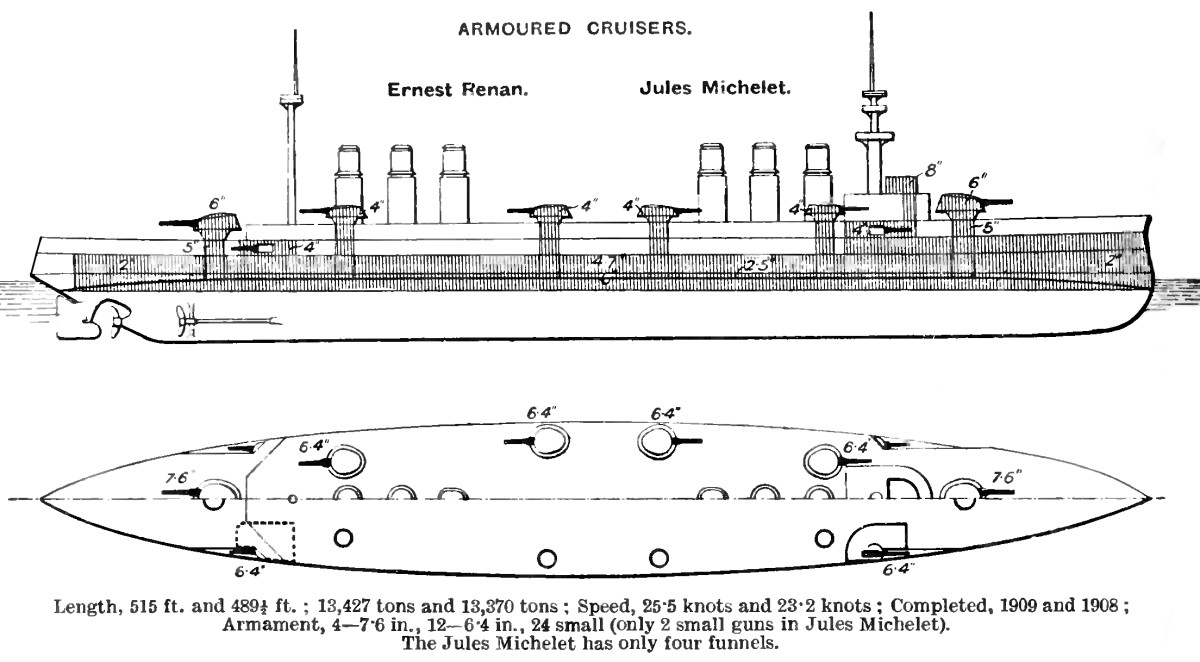
Perfil y planta del Jules Michelet.

## Anexos
- Anexo:Cruceros acorazados por país